# Rabobank
La Rabobank est une institution financière internationale de bancassurance d’origine néerlandaise, constituée en 1972 par la fusion des banques Coöperatieve Centrale Raiffeisen-Bank et Coöperatieve Centrale Boerenleenbank. De par sa structure, c'est une coopérative. En 2012, c'est le « plus grand crédit agricole du monde ».
Du fait de sa base géographique et de son métier de base, qui est la banque de détail, le groupe est le numéro un dans les services bancaires aux particuliers aux Pays-Bas.

## Histoire
Enracinée dans l'agriculture, Rabobank est une fédération de coopératives de crédit locales qui offrent des services aux marchés locaux.

### Création de banques agricoles
La banque est née des idées de Friedrich Wilhelm Raiffeisen, le fondateur du mouvement coopératif des coopératives de crédit, qui a créé en 1864 la première banque agricole en Allemagne.. En tant que maire de campagne, il a été confronté à la pauvreté abjecte des agriculteurs et de leurs familles. Il a tenté de répondre à ce besoin par une aide caritative, mais il s'est rendu compte que l'autonomie était plus prometteuse à long terme et a donc transformé sa fondation caritative en une banque agricole en 1864. Il crée ainsi le Darlehnskassen-Verein, qui collecte l'épargne des habitants de la campagne et accorde des prêts aux agriculteurs entreprenants.
Ce modèle a suscité beaucoup d'intérêt aux Pays-Bas à la fin du 19e siècle. L'un des premiers disciples de Raiffeisen fut le père Gerlacus van den Elsen, qui fut à la base d'un certain nombre de banques paysannes locales dans le sud des Pays-Bas. Le modèle a été adopté par le clergé et les élites rurales. La mission des banques de crédit agricole était idéaliste, mais elles ont toujours fonctionné selon des principes commerciaux stricts. L'un des principes fondateurs du style coopératif de Rabobank, qui a fait l'objet d'une controverse, était de coopérer dans l'intérêt de "repousser le Shylock", le modèle de banque coopérative garantissant un lien étroit entre le capital investi et la communauté.

### Coopération précoce
Les sièges traditionnels de la banque sont Utrecht et Eindhoven. En 1898, deux conglomérats bancaires coopératifs ont été créés :
•	Coöperatieve Centrale Raiffeisen-Bank in Utrecht
•	Coöperatieve Centrale Boerenleenbank in Eindhoven
La Raiffeisen-Bank était une coopérative de six banques locales, tandis que la Boerenleenbank était une coopérative de 22 banques locales. Ces deux banques ont coexisté pendant trois quarts de siècle en dépit de leurs similitudes évidentes. Cela s'explique en partie par des désaccords juridiques. Mais la différence la plus importante était d'ordre culturel. La Boerenleenbank, dont le siège est à Eindhoven, avait une signature résolument catholique, tandis que la Raiffeisen-Bank était d'origine protestante. Dans le passé, les Pays-Bas ont connu un processus de "pilarisation" (verzuiling en néerlandais) qui, dans la pratique, signifiait que les membres de différentes congrégations religieuses et de différents mouvements politiques vivaient essentiellement côte à côte, sans contact entre eux. Cette pilarisation a eu pour conséquence que de nombreux villages ont accueilli non pas une, mais deux banques locales, une pour les catholiques et une pour les protestants. Les liens étroits qui en découlaient ont permis à ces banques de mieux contrôler leurs risques. Par conséquent, lorsque le secteur bancaire néerlandais a été dévasté par une crise financière au début des années 1920, ces banques locales sont restées largement indemnes. Les origines religieuses se sont également retrouvées dans leurs structures organisationnelles : la Boerenleenbank était très centralisée, tandis que la Raiffeisen-Bank promouvait l'autonomie locale.

### Récente
En juillet 2016, Rabobank annonce la vente d'Athlon, sa filiale de location de véhicules à Daimler pour 1,1 milliard d'euros. En 2021, après 20 ans d'activités en Belgique, la Rabobank cesse ses activités dans le pays.
En 2013, un scandale a entraîné une amende d'un milliard de dollars pour des pratiques commerciales peu scrupuleuses, notamment la manipulation des taux de change LIBOR dans le monde entier. Le directeur général Piet Moerland a immédiatement démissionné à la suite de ce scandale.
En décembre 2015, Rabobank a annoncé la suppression de 9 000 emplois d'ici 2018 (3 000 emplois d'ici fin 2016) et de près d'un cinquième de ses effectifs actuels. Cette politique visait à se conformer aux règles plus strictes de Bâle IV.
En 2019, Rabobank avait des bureaux dans 38 pays.

## Controversé

### Le scandale du Libor
Les principales banques d'investissement de Londres communiquent quotidiennement les intérêts sur les prêts à court terme qu'elles se facturent mutuellement. Il s'agit de périodes d'intérêt à court terme allant de 1 jour à 1 an. Le scandale du Libor est né lorsqu'il est apparu que certaines banques avaient délibérément fixé ce taux d'intérêt à un niveau trop élevé ou trop bas depuis 1991. Comme le taux d'intérêt Libor est également utilisé aux États-Unis pour calculer le prix des produits dérivés, les régulateurs américains ont également pris des mesures. Barclays et UBS ont été les deux premiers participants, réglant respectivement des amendes de 460 millions de dollars et de 1 500 millions de dollars. RBS a été condamnée à une amende de 612 millions de dollars. Le 29 octobre 2013, Rabobank a publié un accord avec  De Nederlandsche Bank (DNB), le ministère néerlandais de la Justice (OM), la Financial Conduct Authority (FCA) au Royaume-Uni, la Commodity Futures Trading Commission (CFTC) aux États-Unis, le ministère américain de la Justice (DOJ) et l'Autorité japonaise des services financiers (JFSA). Ce règlement est lié à leurs enquêtes sur les procédures de soumission de Rabobank concernant le taux interbancaire offert à Londres (Libor) et le taux interbancaire offert à l'euro (Euribor) dans le passé. Rabobank a accepté de verser à l'OM, à la FCA, à la CFTC et au DOJ des montants de règlement totalisant environ 774 millions d'euros, dont 70 millions d'euros ont été versés au ministère public néerlandais. En contrepartie, aucune enquête pénale n'a été ouverte. La Banque centrale néerlandaise a également pris des mesures. L'administrateur délégué Piet Moerland a démissionné prématurément,,,.

### Blanchiment d'argent
En février 2018, Rabobank a conclu un accord avec la justice américaine pour un montant de 298 millions d'euros. La banque n'avait pas mis de l'ordre dans ses contrôles internes, ce qui a entraîné le blanchiment de centaines de millions de dollars d'argent de la drogue par l'intermédiaire de la filiale américaine Rabobank RNA en Californie.

### Déforestation
Le rapport d’une coalition d’organisations de la société civile sur le financement de la destruction des écosystèmes par l’UE Bankrolling Ecosystem Destruction montre combien d’argent circule des institutions financières basées dans l’UE vers des secteurs qui présentent un risque pour les écosystèmes, y compris 30,9 millions de dollars de Rabobank. Le rapport souligne l’importance de la réglementation européenne du secteur financier pour aligner le financement sur les objectifs mondiaux de 1,5°C et de biodiversité.
Rabobank a reçu de nombreuses critiques parce qu'elle était impliquée dans le financement de centaines d'agriculteurs qui se livraient à la déforestation illégale au Brésil. Ceci est contraire à la politique officielle communiquée par la banque. Des recherches relient les investissements de Rabobank à la perte d'environ 390 000 ha de forêt amazonienne ou Cerrado (2000-2022). Rabobank a été inscrite sur la liste des grands pollueurs de l'ONG néerlandaise Milieudefensie car la banque aurait investi plus de 1,4 milliard d'euros dans des entreprises impliquées dans la déforestation sur la période 2015-2022.

## Développement durable
Rabobank déclare vouloir contribuer au développement durable de la société sur les plans économique, social et écologique. Cette volonté est inscrite, entre autres, dans le code de conduite et dans les principes généraux externes et internes relatifs à la prestation de services. La responsabilité sociale des entreprises est un principe de base dans les activités principales de Rabobank. Cependant, bien que Rabobank ait déclaré en 2005 qu'elle appliquait une politique de tolérance zéro, elle continue à financer des entreprises ou des agriculteurs coupables de déforestation. Rabobank continue de financer les entreprises mondiales de viande et de produits laitiers et favorise ainsi le changement climatique et la déforestation.

## Durabilité
Rabobank affirme vouloir contribuer au développement durable de la société sur les plans économique, social et écologique. Cela est inscrit, entre autres, dans le Code de conduite et dans les principes généraux externes et internes pour la prestation de services. La responsabilité sociale des entreprises est un principe fondamental des activités principales de Rabobank. Cependant, la banque continue de financer des multinationales de la viande et des produits laitiers, contribuant ainsi au changement climatique et à la déforestation.

### Climat
Contrairement à l’image positive que Rabobank cherche à projeter, la société critique son rôle dans la crise de l’azote aux Pays-Bas. Par exemple, le Fonds mondial pour la nature (WWF NL) a écrit dans une lettre ouverte que Rabobank devait assumer sa responsabilité dans la transition agricole afin d’améliorer la nature, le cadre de vie et le secteur agricole,. La Chambre des représentants a demandé au gouvernement, dans une motion, d’examiner si des banques comme Rabobank pouvaient être contraintes de contribuer à la résolution de la crise de l’azote.
La banque a refusé des prêts à des projets utilisant des méthodes agricoles alternatives, ce qui a entraîné une expansion forcée des élevages aux Pays-Bas. Seuls environ 3 % des 30 milliards d’encours du secteur agricole concernent des exploitations biologiques, et les agriculteurs reçoivent peu ou pas de soutien dans leur transition vers une agriculture et un élevage plus durables Rabobank continue d’investir dans des technologies coûteuses qui ne résolvent pas les problèmes liés à l’élevage intensif et aux économies d’échelle, mais se contentent d’en atténuer techniquement les conséquences négatives.
Extinction Rebellion et Greenpeace ont lancé un ultimatum à Rabobank en 2023 pour qu’elle cesse de financer l’agriculture industrielle, mais la banque n’a pas répondu. Une manifestation de masse a suivi, au cours de laquelle des militants ont bloqué le siège social à Utrecht.